# 釜山政治波動
釜山政治波動（プサンせいじはどう）は、1952年5月 - 7月、朝鮮戦争最中における大韓民国の臨時首都となっていた釜山市（現・釜山広域市）で起こった政治波動（政変）で、李承晩大統領が自身の再選を確実なものとするための直選制改憲案を強引な手段で国会通過させた一連の過程を指す。第一共和国時代の大韓民国における政治的事件の一つである。

## 概要
1948年7月に、国会議員による間接選挙で初代大統領に選出された李承晩の任期は4年で、1952年8月で満了することになっていた。しかし2年前の第2代国会議員選挙では反李承晩勢力が国会の多数派を占めた上に、戦争中に発覚した行政の無策、国民防衛軍事件、居昌良民虐殺事件など不正腐敗が発覚したことで再選は絶望視されていた。そのため李承晩は、大統領の選挙制度を国会議員による間接選挙から国民による直接選挙へと改正することで、自身の再選を確実なものにしようと憲法改正を行うべく改憲案を国会に提出したが、野党が多数を占めていた国会で、改憲案は否決された。これに対し政府は官製団体による国会解散要求デモを展開、臨時首都となっていた釜山一円への戒厳令が宣布され国会議員を検挙するなど改憲反対派を弾圧。1952年7月4日、大統領の直接選挙制を軸とする憲法改正案、所謂「抜粋改憲案」がほぼ全会一致で可決された。

## 経緯

### 改憲案の否決
これまで超然主義を貫き政党無用論をとっていた李承晩大統領は、大統領選挙を国民による直接選挙に改正することを契機に自身を支持する政党として自由党を組織した。そして1951年11月30日に、大統領直接選挙制と二院制導入を柱とした政府の憲法改正案を国会に提出した。しかし、翌52年1月18日の国会採決で改憲案は、賛成19名、反対143名、棄権1名（出席議員163名）の圧倒的な大差で否決された。改憲案が否決されると、李承晩支持派の院外自由党や大韓青年団、国民会議などは、傘下組織に指令し、｢改憲否決反対抗議民衆大会｣を開催して署名運動を展開する一方で、国会議員のリコール運動にも乗り出した。また李承晩大統領は2月16日に談話を発表して国会議員のリコールを仕向け、これに呼応する形で2月18日には院外自由党傘下の組織による大統領直接選挙制と国会議員リコールを求める大規模デモが行われた。
こうした事態に対し、野党の民主国民党（民国党）や反李承晩派に転じた院内自由党、民友会などの野党勢力は、連携して従来から主張してきた責任内閣制への改正を盛り込んだ憲法改正案を、52年4月19日に在籍議員三分の二余の署名を得て国会に提出した。これを受けて張勉国務総理は辞任を表明、翌20日に解任された。野党は6月2日の国会で張勉を大統領に選出し、すみやかに責任内閣制改憲を断行する構えをみせた。そうした中、政府は張勉の後任として国会でキャスティングボートを握っていた新羅会を率いる張沢相国会副議長を国務総理に指名し、新羅会の取り込みを図った。結果、5月6日の国会における投票で国務総理任命案は95対81で承認され、国会内における責任内閣制改憲派の結束に亀裂が生じ始めた。これを受けて政府は張沢相国務総理の承認から一週間後の5月14日に再度、大統領直接選挙制改憲案を国会に提出した。

### 戒厳令布告
李承晩政権の意を受けた官製団体や政治ゴロによる国会解散や国会議員リコールを要求するデモが日増しに激しくなり、緊迫した政治状況が続いていた5月25日、政府は「慶尚南道、全羅南道、北道一帯に潜伏している共産ゲリラを掃討する」との名目で、釜山市を始め周辺23郡に非常戒厳令を布告した。翌26日には、国会議員50名余を乗せたバスが丸ごと憲兵隊に連行されて「国際共産党の秘密工作費を用いて｢政府革新全国指導委員会｣の設立を謀議した」との容疑で幾名もの議員が検挙あるいは逮捕された。このような緊迫した状況に乗じる形で院外自由党に支配されていた七道議会は29日までに国会を解散することを決議し、新聞報道も26日からの事前検閲によって規制された。
政府による弾圧が日に日に強まる中、野党議員は逮捕された議員全員の釈放を決議（28日）するなど抗議の意思を示し、副大統領の金性洙も反対の意思を示すために副大統領職を辞任（29日）した。これに対し、自由党（合同派）は6月3日から、国会が民意に従わず外国勢力に依存しているとして、国会出席を拒否した。更には李承晩大統領を支持する御用団体による国会解散要求デモが続いているにもかかわらず、国会を警備していた警察隊が再訓練を理由に撤収してしまった。一方、6月20日、民国党を中心とする野党勢力が開催した｢反独裁護憲救国宣言大会｣が暴漢に襲撃され中止に追い込まれる事件が、続く6月25日には朝鮮戦争記念行事式典で李承晩大統領に対する狙撃未遂事件が発生するなど、政局は一層緊迫状態となった。

### 抜粋改憲
改憲案を巡る混乱が続く中、張沢相国務総理を中心とした新羅会は、大統領直選制改憲案と責任内閣制改憲案双方の妥協案を提示した。
- 改憲案の要点

1. 国務委員（閣僚）は国務総理の推薦で大統領が任命
2. 国務院（内閣）に対する国会の不信任案可決は在籍議員三分の二以上の出席の下に、出席議員の三分の二以上の賛成を要する。
3. 従来の一院制から二院制へ変更
4. 大統領選挙は直接選挙制に変更

双方の改憲案から抜粋したと言う意味で抜粋案と呼ばれた妥協案に対し、政府は支持を表明したが、野党議員を中心とする責任内閣制改憲推進派は、議員の安全と議会審議の自由を保障することを求め、国会出席を拒否した。これに対し、張沢相国務総理は国会の定足数を確保するために警察官を動員して、身を隠していた野党議員を｢案内｣の名目で国会議事堂まで連行し、逮捕されていた議員も名目上保釈して議事堂に軟禁する等した結果、定足数を確保した。また、国会議事堂周辺を警察官や暴力団で取り囲んで文字通りの脅迫的な雰囲気を作り出した中、大統領直選制と二院制を柱とする通称｢抜粋改憲案｣は7月4日、在籍議員166名中、賛成163、反対0、棄権3の全会一致に近い状況で可決され、改正憲法は7月7日に公布された。こうして当初の目的を達成した李承晩大統領は、翌月の8月5日に行われた大統領選挙で圧倒的な支持を得て第2代大統領に当選することができた。

## アメリカの反応
憲法改正に至る一連の非民主的行動に対しては、同盟国であるアメリカにも大きな波紋を呼び起こすこととなった。国連韓国委員団、クラーク国連軍総司令官とベンブリート米第8軍司令官は、それぞれ5月28日と6月2日に李承晩大統領を訪問して抗議し、当時のアメリカ大統領であるトルーマンも改憲に伴う政治的混乱を非難する覚え書きを6月3日に韓国政府に発送した（これには、イギリスやフランスなども同調）。また、国連も6月6日にトリグブ・リー事務総長が国連韓国委員団の立場を全面的に支持する声明を発表し、一連の出来事について非難した。
このような李承晩の独裁的な行動に対し、強く反発したアメリカ政府が李承晩大統領を排除し、後身に穏健な張勉を据えるクーデターを駐韓国アメリカ大使館と国連軍司令部で計画したが、まだ戦時中であるため結局断念された。この事実は後に公開されたアメリカ国務省の極秘文書で明らかになった。当時、陸軍作戦本部次長で後に軍事クーデターを起こして大統領となった朴正煕はアメリカ軍の意を受ける形でクーデター実施計画を立案している。

## 年表
- 1951年
  - 8月15日：光復節記念式場において、新党構想と、大統領選挙を国会による間接選挙から国民による直接選挙制とすることと、国会を両院制にする意志を表明。
  - 11月19日：李承晩大統領、与党「自由党」を創党。しかし、政府の改憲方針を巡って院内派と院外派に分裂
  - 12月17日：院外自由党発足（李起鵬ら）
  - 12月23日：院内自由党発足（張勉ら）、院内と院外で組織が異なる「自由党」を結成する事態となった。院内自由党に残留したグループは、後に李承晩と袂を分かち、野党・民主党に合流した。
- 1952年
  - 1月18日：大統領直接選挙制導入を主旨とした改憲案を国会に上程したが、反対多数で否決（賛19、反143、棄1）。直後から院外自由党傘下組織による国会議員のリコール運動が展開される。
  - 2月16日：李承晩大統領、「民意」を無視する国会議員のリコールを慫慂する談話を発表。
  - 2月18日：16日の談話に呼応した院外自由党傘下組織による大統領直接選挙制と国会議員リコールを求めるデモ
  - 4月19日：野党勢力は責任内閣制への改正を含む憲法改正案を国会に提出。これを受けて張勉が国務総理を辞任（翌20日解任）
  - 5月6日：張沢相国務総理任命案、国会で可決。新羅会を改憲派に引き込むことに成功する。この前後から官製団体による政府支持・野党糾弾デモがにわかに激しくなった。
  - 5月25日：釜山を含む慶尚南道と全羅北道及び全羅南道一帯に戒厳令を布告、李範奭を内務長官に、元容徳を嶺南（慶尚道）地區戒厳司令官に任命。
  - 5月26日：国会議員50余名が乗った通勤バスを憲兵隊司令部に連行、議員多数が逮捕される
  - 5月28日：国会において釜山地域の戒厳令解除決議可決。しかし、李承晩大統領はこれを拒否
  - 6月20日：李始榮、金性洙、張勉、趙炳玉、金昌淑など野党議員60余名が国際クラブで「護憲救国宣言大会」を開くが、暴漢の襲撃で中止に追い込まれる。
  - 7月4日：警官と憲兵が議事堂を包囲する中で、改憲案が可決（賛163、反0、棄3）
  - 7月7日：改正憲法公布（抜粋改憲）
  - 7月19日：与党・自由党の全国大会で李承晩が大統領候補に選出された。
  - 7月28日：非常戒厳令解除
  - 8月5日：第2代大統領選挙、圧倒的支持で李承晩が第2代大統領に当選した。

出所：尹景哲『分断後の韓国政治』木鐸社、池東旭『韓国大統領列伝　権力者たちの栄華と転落』中公新書、木村幹『韓国現代史　大統領たちの栄光と蹉跌』中公新書